# 281 Lukrecija
281 Lukrecija (mednarodno ime 281 Lucretia) je asteroid v glavnem asteroidnem pasu. Kaže značilnosti dveh tipov asteroidov ( S in U)
Pripada družini asteroidov Flora.

## Odkritje
Asteroid je odkril avstrijski astronom Johann Palisa 31. oktobra 1888 na Dunaju . Od leta 1889 se imenuje po srednjem imenu ene izmed prvih astronomk Caroline Lucretie Herschel (1750 – 1848), mlajše sestre astronoma Wiliama Herschela.

## Lastnosti
Asteroid Lukrecija obkroži Sonce v 3,24 letih. Njegova tirnica ima izsrednost 0,132, nagnjena pa je za 5,308° proti ekliptiki. Njegov premer je 11,76 km, okoli svoje osi se zavrti v 4,348 h .